# アーデルスホーフェン (ミッテルフランケン)
アーデルスホーフェン (ドイツ語: Adelshofen)は、ドイツ連邦共和国バイエルン州ミッテルフランケンのアンスバッハ郡に属す町村（以下、本項では便宜上「町」と記述する）で、ローテンブルク・オプ・デア・タウバー行政共同体の一員。

## 地理

### 位置
アーデルスホーフェンは、ミッテルフランケン西部、タウバー川の渓谷に位置する。

### 自治体の構成
この町は、公式には10の地区 (Ort) からなる。このうち小集落や孤立農場などを除く集落を以下に列記する。
- アーデルスホーフェン
- ギッケルハウゼン
- グロースハルバッハ
- ハールト
- ノイシュテット
- タウバーシェッケンバッハ
- タウバーツェル

## 歴史
1383年に、帝国自由都市ローテンブルク・オプ・デア・タウバーが、現在のこの自治体付近を獲得し、1430年に土塁と堀を築いた。1803年の帝国代表者会議主要決議以降、この村はバイエルン領となった。バイエルンの行政改革の時代、1818年の自治体令により、現在の自治体が形成された。1972年の自治体債編で、グロースハルバッハ、ノイシュテット、タウバーシュレッケンバッハ、タウバーツェルが、ギッケルハウゼン、ハールト、ルッケルツホーフェンといった集落とともに合併し、現在に至る。

### 人口推移
この町の人口は、1970年 1,180人、1987年 980人、2000年 964人である。

## 引用
1. ↑  https://www.statistikdaten.bayern.de/genesis/online?operation=result&code=12411-003r&leerzeilen=false&language=de Genesis-Online-Datenbank des Bayerischen Landesamtes für Statistik Tabelle 12411-003r Fortschreibung des Bevölkerungsstandes: Gemeinden, Stichtag (Einwohnerzahlen auf Grundlage des Zensus 2011)
2. ↑  Bayerische Landesbibliothek Online